# Liste der Stadtviertel der Bronx
Dieser Artikel bietet eine Liste der Stadtviertel (Neighborhoods) in der Bronx, einem der fünf Stadtbezirke (Boroughs) von New York City.

## Regionen der Bronx
Zur Einteilung der Bronx gibt es zwei Systeme: Ein geografisch orientiertes, das eine Trennung entlang des Bronx River vornimmt, und ein sozioökonomisch und entwicklungsgeschichtlich orientiertes, geografisch nicht fest umrissenes, das ungefähr entlang der Fordham Road eine Trennung in South Bronx und North Bronx vornimmt.
- West Bronx: Stadtteile westlich des Bronx River. Das Gebiet wurde 1874 aus Westchester County ausgegliedert und dem New York County zugeschlagen.
- East Bronx: Stadtteile östlich des Bronx River. Das Gebiet wurde 1895 aus Westchester County ausgegliedert und dem New York County zugeschlagen.

Durch die Neuverfassung der Stadt New York 1898 wurden die Gebiete von West Bronx und East Bronx gemeinsam zum städtischen Borough of The Bronx. Dieser Borough wurde 1914 durch Herauslösung aus New York County zum bis heute bestehenden Bronx County des Bundesstaates New York.

## West Bronx

### Nordwest-Bronx
- Bedford Park
- Belmont
- Fordham (inkl. Fordham Heights, Fordham Manor)
- Jerome Park (ehem. Jerome Park Racetrack)
- Kingsbridge, mit Kingsbridge Heights und Van Cortlandt Village
- Norwood
- Riverdale, mit Fieldston, Hudson Hill, North Riverdale
- Spuyten Duyvil („South Riverdale“)
- University Heights
- Woodlawn Heights

### Südwest-Bronx („South Bronx“)
- Bathgate
- Claremont
- Concourse
- East Tremont
- Highbridge
- Hunts Point
- Longwood (mit Foxhurst, Woodstock)
- Melrose
- Morris Heights
- Morrisania (inkl. Crotona Park East)
- Mott Haven
- Port Morris
- The Hub (Melrose/Mott Haven)
- Tremont mit Mount Eden, Mount Hope, Fairmount
- West Farms

## East Bronx

### Nordost-Bronx
- Allerton (inkl. Bronxwood, Laconia)
- Baychester
- Bronxdale
- City Island
- Co-op City
- Eastchester (inkl. Edenwald)
- Pelham Gardens
- Pelham Parkway
- Wakefield (inkl. Washingtonville)
- Williamsbridge (inkl. Olinville)

### Südost-Bronx
- Castle Hill (inkl. Unionport)
- Clason Point, mit Harding Park
- Country Club
- Morris Park (inkl. Indian Village)
- Parkchester (u. a. Park Versailles)
- Pelham Bay
- Soundview
- Schuylerville
- Throgs Neck (ältere Schreibweise: Throggs Neck. Mit Edgewater Park, Locust Point, Silver Beach)
- Van Nest
- Westchester Square (mit Westchester Heights)

## Inseln
- City Island – einzige bewohnte Insel
- Pelham Islands mit Hart Island, High Island, Hunter Island, Rat Island, Twin Island, Chimney Sweeps Islands, The Blauzes
- North Brother Island und South Brother Island
- Rikers Island (Gefängnisinsel)